# Liste des biens classés de la Communauté française
La liste des biens classés de la Communauté française de Belgique est une liste de biens considérés comme exceptionnels situés en Région wallonne et en Région de Bruxelles-Capitale.
Au 1er janvier 2025, la liste comprenait 238 biens.

## Beaux-arts

### Peinture
| Nom du bien | Auteur(s)                                                      | Datation                                                                       | Lieu de conservation                                                                | Ville               | Illustration | BALaT                                        | Lien officiel | Date de classement (parution au Moniteur belge) | Protection                 |
| --- | -------------------------------------------------------------- | ------------------------------------------------------------------------------ | ----------------------------------------------------------------------------------- | ------------------- | ------------ | -------------------------------------------- | ------------- | ----------------------------------------------- | -------------------------- |
| Le Massacre des Innocents | Louis Finson (1582-1617)                                       | 1615                                                                           | Église Sainte-Begge                                                                 | Andenne             |              | 1                                            | 1             | 26/03/2010 (28/09/2010)                         | Trésor                     |
| Paysage avec la Parabole du Bon Samaritain | Henri Bles (1500-1555)                                         | Milieu du XVIe siècle                                                          | Musée provincial des Arts anciens du Namurois                                       | Namur               |              | 2                                            | 2             | 26/03/2010 (28/09/2010)                         | Trésor                     |
| Saint Jérôme dans un paysage | Henri Bles (1500-1555) et Lambert van Noort (1520-1571)        | Milieu du XVIe siècle                                                          | Musée provincial des Arts anciens du Namurois                                       | Namur               |              | 3                                            | 3             | 26/03/2010 (28/09/2010)                         | Trésor                     |
| La Vierge à l’Enfant avec donatrice et Marie Madeleine | Maître de la vue de Sainte-Gudule                              | Vers 1480                                                                      | Grand Curtius                                                                       | Liège               |              | 30                                           | 30            | 26/03/2010 (28/09/2010)                         | Trésor                     |
| Le Couronnement de la Vierge | Gérard de Lairesse (1640-1711)                                 | Vers 1663                                                                      | Église Notre Dame de Dieupart                                                       | Aywaille            |              | 34                                           | 34            | 26/04/2010 (26/10/2010)                         | Trésor                     |
| Les sept joies de Marie | Lancelot Blondeel (1498-1561) et/ou Pieter Pourbus (1524-1584) | Vers 1545-1550                                                                 | Cathédrale Notre-Dame                                                               | Tournai             |              | 36                                           | 36            | 09/06/2010 (26/10/2010)                         | Trésor                     |
| Chez le Père Lathuile | Edouard Manet (1832-1883)                                      | 1879                                                                           | Musée des Beaux-Arts                                                                | Tournai             |              | 45                                           | 45            | 23/11/2010 (08/02/2011)                         | Trésor                     |
| Argenteuil | Edouard Manet (1832-1883)                                      | 1874                                                                           | Musée des Beaux-Arts                                                                | Tournai             |              | 46                                           | 46            | 23/11/2010 (08/02/2011)                         | Trésor                     |
| Ensemble des 9 peintures dit de « la vente de Lucerne de 1939 » : 1. La maison bleue, Marc Chagall, 1920 Provient de la Kunsthalle de Mannheim (Allemagne) 2. La Mort et les Masques, James Ensor, 1897 Provient de la Kunsthalle de Mannheim (Allemagne) 3. Le sorcier d'Hiva-Oa ou Le Marquisien à la cape rouge, Paul Gauguin, 1902 Provient de la Städtische Galerie de Francfort (Allemagne) 4. Monte-Carlo, Oskar Kokoschka, 1925 Provient de la Städtische Galerie de Francfort (Allemagne) 5. Portrait de jeune fille, Marie Laurencin, 1924 Provient de la Städtisches Museum d’Ulm (Allemagne) 6. Le cavalier sur la plage, Max Liebermann, 1904 Provient de la Neue Staatgalerie de Munich (Allemagne) 7. Les chevaux bleus ou Chevaux au pâturage, Franz Marc, 1910 Provient de la Kunsthalle de Hambourg (Allemagne) 8. Le déjeuner, Jules Pascin, 1923 Provient de la Kunsthalle de Brême (Allemagne) 9. La famille Soler, Pablo Picasso, 1903 Provient de la Wallraf-Richartz Museum de Cologne (Allemagne) |                                                                |                                                                                | La Boverie                                                                          | Liège               |              | 47-1 47-2 47-3 47-4 47-5 47-6 47-7 47-8 47-9 | 47            | 23/11/2010 (08/02/2011)                         | Trésor                     |
| Panneaux de l’Annonciation et la Visitation dits Panneaux de Walcourt Provient de l'Église Saint-Materne de Walcourt | Atelier pré-eyckien                                            | Vers 1415-1420                                                                 | Musée provincial des Arts anciens du Namurois                                       | Namur               |              | 39                                           | 39            | 23/11/2010 (08/02/2011)                         | Trésor                     |
| Châsse peinte de saint Maurice d’Agaune Don de l’évêque de Namur, en 1858, à la Société archéologique de Namur | Anonyme                                                        | Vers 1400                                                                      | Musée provincial des Arts anciens du Namurois                                       | Namur               |              | 40                                           | 40            | 23/11/2010 (08/02/2011)                         | Trésor                     |
| Mariage mystique de sainte Catherine en présence de sainte Barbe et du petit saint Jean-Baptiste | Micheline Wautier (1620-1682)                                  | 1649                                                                           | Séminaire de Namur                                                                  | Namur               |              | 37                                           | 37            | 23/11/2010 (08/02/2011)                         | Trésor                     |
| Prométhée | Jean Delville (1867-1953)                                      | 1907                                                                           | Bibliothèque des Sciences Humaines de l’Université libre de Bruxelles               | Bruxelles           |              |                                              | 53            | 15/09/2011 (06/12/2011)                         | Trésor                     |
| Mariage mystique du bienheureux Herman-Joseph | Jean-Guillaume Carlier (1638-1675)                             | Vers 1670-1675 (?)                                                             | La Boverie                                                                          | Liège               |              | 57                                           | 57            | 01/09/2011 (24/10/2011)                         | Trésor                     |
| Promenade du dimanche au Bois de Boulogne | Henri Evenepoel (1872-1899)                                    | 1899                                                                           | La Boverie                                                                          | Liège               |              | 66                                           | 66            | 15/09/2011 (24/10/2011)                         | Trésor                     |
| Invention de la Sainte Croix | Bertholet Flémal (1614-1675)                                   | 1674                                                                           | Collégiale Sainte-Croix (actuellement en dépôt à la Cathédrale Saint-Paul de Liège) | Liège               |              | 72                                           | 72            | 17/11/2011 (10/02/2012)                         | Trésor                     |
| La forêt | René Magritte (1898-1967)                                      | 1927                                                                           | La Boverie                                                                          | Liège               |              | 86                                           | 86            | 26/03/2012 (27/06/2012)                         | Trésor                     |
| Napoléon Bonaparte, Premier Consul | Jean Auguste Dominique Ingres (1780-1867)                      | 1804                                                                           | La Boverie                                                                          | Liège               |              | 90                                           | 90            | 14/05/2012 (11/07/2012)                         | Trésor                     |
| Le Bassin du Commerce | Claude Monet (1840-1926)                                       | 1874                                                                           | La Boverie                                                                          | Liège               |              | 102                                          | 102           | 08/10/2012 (28/11/2012)                         | Trésor                     |
| Sainte Cécile de Rome | François-Joseph Navez (1787-1869)                              | 1824                                                                           | Beaux-Arts de Mons                                                                  | Mons                |              | 117                                          | 117           | 11/10/2013 (28/11/2013)                         | Trésor                     |
| Ensemble de la Passion du Christ et de la Vie de saint Martin | Frans Pourbus l'Ancien (1545-1581)                             | 1574                                                                           | Grand Séminaire de Tournai                                                          | Tournai             |              | 118                                          | 118           | 11/10/2013 (28/11/2013)                         | Trésor                     |
| L'Homme de la rue | Paul Delvaux (1897-1994)                                       | 1940                                                                           | La Boverie                                                                          | Liège               |              | 119                                          | 119           | 11/10/2013 (28/11/2013)                         | Trésor                     |
| Paysage avec scène d’agression | Henri Bles (1500-1555) et Lucas van Valckenborch (1535-1597)   | 2e quart et 3e quart du XVIe siècle et seconde intervention entre 1567 et 1597 | Collection privée (Collection Belfius Banque)                                       | Bruxelles           |              | 120                                          | 120           | 02/12/2013 (18/03/2014)                         | Trésor                     |
| Portrait de groupe allégorique | Gérard de Lairesse (1640-1711)                                 | Vers 1685                                                                      | Collection privée (Collection Belfius Banque)                                       | Bruxelles           |              |                                              | 121           | 02/12/2013 (18/03/2014)                         | Trésor                     |
| Orphée aux enfers | Gérard de Lairesse (1640-1711)                                 | 1662                                                                           | La Boverie                                                                          | Liège               |              | 123                                          | 123           | 14/02/2014 (12/05/2014)                         | Trésor                     |
| Lamentation sur le Corps du Christ | Maître de la Virgo inter Virgines                              | Vers 1480-1490                                                                 | Maison Jonathas                                                                     | Enghien             |              | 124                                          | 124           | 14/02/2014 (12/05/2014)                         | Trésor                     |
| Portrait d’homme et Portrait de femme | Gérard Douffet (1594-1630)                                     | Vers 1625-1630                                                                 | La Boverie                                                                          | Liège               |              | 125-1 125-2                                  | 125           | 14/02/2014 (12/05/2014)                         | Trésor                     |
| Femme au corset rouge | Adrien de Witte (1850-1935)                                    | 1880                                                                           | La Boverie                                                                          | Liège               |              | 131                                          | 131           | 14/03/2014 (08/05/2014)                         | Trésor                     |
| Portrait de la famille du peintre Michiel van Mierevelt | Michiel van Mierevelt (1596-1623) et éventuels collaborateurs  | Vers 1617-1619                                                                 | Château de Jehay                                                                    | Jehay-Bodegnée      |              | 163                                          | 163           | 30/08/2017 (14/12/2017)                         | Trésor                     |
| Sainte Catherine d’Alexandrie réconfortant les philosophes martyrisés | Théodore-Edmond Plumier (1671-1733)                            | 1726                                                                           | Église Sainte-Catherine                                                             | Liège               |              | 183                                          | 183           | 18/07/2019 (24/12/2019)                         | Trésor                     |
| Le terril | Cécile Douard (1866-1941)                                      | 1898                                                                           | La Boverie                                                                          | Liège               |              | 195                                          | 195           | 04/02/2020 (05/08/2020)                         | Trésor                     |
| Diptyque dit Palude | Atelier mosan                                                  | Après 1488 et avant 1515                                                       | Grand Curtius                                                                       | Liège               |              | 196                                          | 196           | 04/02/2020 (05/08/2020)                         | Trésor                     |
| Crucifixion | Jean-Guillaume Carlier (1638-1675)                             | Vers 1668                                                                      | Musée des Beaux-Arts et de la Céramique                                             | Verviers            |              | 200                                          | 200           | 18/05/2020 (05/08/2020)                         | Trésor                     |
| Apamè usurpe la couronne du roi ou Les Quatre Pouvoirs | Hendrick Goltzius (1558-1617)                                  | 1614                                                                           | Musée des Beaux-Arts et de la Céramique                                             | Verviers            |              | 205                                          | 205           | 5/06/2020 (05/08/2020)                          | Trésor                     |
| Jeunesse | Baron Pierre Paulus de Châtelet (1881–1959)                    | 1911                                                                           | Musée des Beaux-Arts                                                                | Charleroi           |              | 215                                          | 215           | 25/05/2021 (09/07/2021)                         | Trésor                     |
| Portrait de Philippe le Bon (y compris son encadrement) | Anonyme (d’après le Maître de Flémalle)                        | Fin XVe siècle (avec un terminus post quem de 1475)                            | Maison des Géants                                                                   | Ath                 |              | 221                                          | 221           | 16/03/2022 (19/05/2022)                         | Trésor                     |
| Satan semant l'ivraie | Félicien Rops (1833-1898)                                      | 1867                                                                           | Musée Félicien Rops                                                                 | Namur               |              | 238                                          | 238           | 19/06/2024 (02/10/2025)                         | Trésor                     |
| Miracle de saint Eloi | Charles Wautier (1609-1703)                                    | Daté de 1659                                                                   | Eglise Saint-Servais                                                                | Gimnée              |              | 249                                          | 249           | 23/03/2025 ()                                   | Trésor                     |
| Triptyque de Saint-Jacques le Majeur |                                                                | Fin XVIe siècle                                                                | Eglise Saint-Martin                                                                 | Frasnes-lez-Anvaing |              | 250                                          | 250           | 03/03/2025 ()                                   | Bien d’intérêt patrimonial |

### Sculpture
| Nom du bien                                                                              | Auteur(s)                                                             | Datation                                                             | Lieu de conservation                                                    | Ville               | Illustration | BALaT                   | Lien officiel | Date de classement (parution au Moniteur belge) | Protection |
| ---------------------------------------------------------------------------------------- | --------------------------------------------------------------------- | -------------------------------------------------------------------- | ----------------------------------------------------------------------- | ------------------- | ------------ | ----------------------- | ------------- | ----------------------------------------------- | ---------- |
| Le gisant                                                                                | Jean Del Cour (1631-1707)                                             | 1696                                                                 | Cathédrale Saint-Paul                                                   | Liège               |              | 1                       | 1             | 26/03/2010 (28/09/2010)                         | Trésor     |
| Conversion de Saint Paul                                                                 | Laurent Delvaux (1696-1778)                                           | 1736                                                                 | Collégiale Sainte-Gertrude                                              | Nivelles            |              | 2                       | 2             | 26/03/2010 (28/09/2010)                         | Trésor     |
| Fonts baptismaux dit de Notre Dame                                                       | Atelier mosan (?)                                                     | Installés entre 1107 et 1118                                         | Collégiale Saint-Barthélemy                                             | Liège               |              | 48                      | 48            | 01/09/2011 (24/10/2011)                         | Trésor     |
| Mise au Tombeau de Mainvault                                                             | École hainuyère                                                       | 1380-1420                                                            | Musée d’Histoire et d’Archéologie d’Ath                                 | Ath                 |              | 52                      | 52            | 12/05/2011 (12/08/2011)                         | Trésor     |
| Mise au Tombeau de Soignies                                                              | École hainuyère                                                       | Vers1440-1460                                                        | Collégiale Saint-Vincent de Soignies                                    | Soignies            |              | 56                      | 56            | 01/09/2011 (24/10/2011)                         | Trésor     |
| Vierge dite de Dom Rupert                                                                | Atelier rhéno-mosan                                                   | 1149-1158                                                            | Grand Curtius                                                           | Liège               |              | 58                      | 58            | 01/09/2011 (24/10/2011)                         | Trésor     |
| Tympan de la Prophétie d’Apollon                                                         | Atelier rhéno-mosan                                                   | Dernier quart du XIIe siècle                                         | Grand Curtius                                                           | Liège               |              | 55                      | 55            | 15/09/2011 (06/12/2011)                         | Trésor     |
| Vierge de Berselius y compris son socle                                                  | Daniel Mauch (1477-1540)                                              | 1529-1535                                                            | Grand Curtius                                                           | Liège               |              | 68                      | 68            | 15/09/2011 (24/10/2011)                         | Trésor     |
| Vierge à l’Enfant de Marche-les-Dames                                                    | Atelier mosan                                                         | Vers 1250-1270                                                       | Musée provincial des Arts anciens du Namurois-Trésor d'Oignies (TreM.a) | Namur               |              | 67                      | 67            | 15/09/2011 (24/10/2011)                         | Trésor     |
| Les Bourgeois de Calais                                                                  | Auguste Rodin (1840-1917)                                             | 1905-1906                                                            | Musée royal de Mariemont                                                | Morlanwelz          |              |                         | 63            | 15/09/2011 (24/10/2011)                         | Trésor     |
| Autel portatif                                                                           | Atelier ottonien                                                      | XIIe siècle pour l'autel, X-XIe siècle (?) pour les plaques d'ivoire | Trésor de la cathédrale Saint-Aubain                                    | Namur               |              | 82                      | 82            | 20/02/2012 (09/05/2012)                         | Trésor     |
| Ivoire des trois Résurrections                                                           | Atelier rhéno-mosan                                                   | 1025-1060                                                            | Trésor de la cathédrale Saint-Paul                                      | Liège               |              | 92                      | 92            | 14/05/2012 (11/07/2012)                         | Trésor     |
| Vierge à l'Enfant en majesté dite Sedes Sapientiae de Saint-Jean                         | École mosane                                                          | Vers 1230                                                            | Collégiale Saint-Jean l’Evangéliste                                     | Liège               |              | 101                     | 101           | 08/10/2012 (28/11/2012)                         | Trésor     |
| Christ de Rausa                                                                          | École mosane                                                          | Vers 1230-1240                                                       | Grand Curtius                                                           | Liège               |              | 104                     | 104           | 08/10/2012 (28/11/2012)                         | Trésor     |
| Saint Antoine en Barbefosse                                                              | Atelier des anciens Pays-Bas méridionaux                              | Vers 1408                                                            | Chapelle Saint-Antoine en Barbefosse                                    | Havré               |              | 114                     | 114           | 6/05/2013 (10/06/2013)                          | Trésor     |
| Vierge de Calvaire                                                                       | École mosane                                                          | Vers 1320-1330                                                       | Église Assomption de la Sainte-Vierge                                   | La Gleize           |              | 112                     | 112           | 6/05/2013 (10/06/2013)                          | Trésor     |
| Six fragments d’un retable de la Passion                                                 | École mosane (Liège ou Huy)                                           | Vers 1340                                                            | Grand Curtius                                                           | Liège               |              | 116-1 116-2 116-3       | 116           | 12/07/2013 (23/10/2013)                         | Trésor     |
| Christ d’Oreye                                                                           | Atelier mosan                                                         | Vers 1260                                                            | Grand Curtius                                                           | Liège               |              | 127                     | 127           | 21/02/2014 (12/05/2014)                         | Trésor     |
| Sedes sapientiae mosane                                                                  | Atelier mosan                                                         | Vers 1280-1300                                                       | Collection Belfius Banque                                               | Bruxelles           |              |                         | 128           | 21/02/2014 (12/05/2014)                         | Trésor     |
| Majestas Domini d’Amay                                                                   |                                                                       | Xe siècle                                                            | Grand Curtius                                                           | Liège               |              | 129                     | 129           | 21/02/2014 (12/05/2014)                         | Trésor     |
| Christ en croix dit "Beau Dieu" de Huy                                                   | Atelier mosan                                                         | c. 1240                                                              | Musée communal de Huy                                                   | Huy                 |              | 134                     | 134           | 10/04/2014 (07/11/2014)                         | Trésor     |
| Ensemble comprenant 33 éléments démembrés du jubé de Sainte-Waudru et 17 autres éléments | Jacques Du Broeucq (1505-1584) et son atelier                         | 1540-1549                                                            | Collégiale Sainte-Waudru de Mons                                        | Mons                |              | 135                     | 135           | 23/04/2014 (07/11/2014)                         | Trésor     |
| Archange Raphaël accompagnant Tobie                                                      |                                                                       | Vers 1725-1730 Vers 1725-1730                                        | Église de l’Assomption de La Gleize                                     | La Gleize           |              | 136                     | 136           | 24/11/2014 (23/04/2015)                         | Trésor     |
| Tablettes à écrire, étui et stylet                                                       | Atelier parisien                                                      | Vers 1330-1340                                                       | Musée provincial des Arts anciens du Namurois-Trésor d'Oignies (TreM.a) | Namur               |              | 137                     | 137           | 22/12/2014 (23/04/2015)                         | Trésor     |
| Groupe de l’Annonciation                                                                 | Jean Delemer (1410-1440) et Robert Campin (1378-1444)                 | 1427-1428                                                            | Église Saint-Quentin (Tournai)                                          | Tournai             |              | 138                     | 138           | 22/12/2014 (23/04/2015)                         | Trésor     |
| Christ des Rameaux                                                                       | Atelier du Nord de la France                                          | Vers 1530-1550                                                       | Musée L de Louvain-la-Neuve                                             | Louvain-la-Neuve    |              |                         | 141           | 09/02/2015 (23/04/2015)                         | Trésor     |
| Quatre Evangélistes                                                                      | Guillaume Evrard (1709-1793)                                          | Vers 1750                                                            | Basilique Saints-Pierre-et-Paul de Saint-Hubert                         | Saint-Hubert        |              | 142-1 142-2 142-3 142-4 | 142           | 09/02/2015 (23/04/2015)                         | Trésor     |
| Coffret reliquaire                                                                       | Atelier colonais                                                      | 1180-1200                                                            | Trésor de la Cathédrale Notre-Dame de Tournai                           | Tournai             |              | 147                     | 147           | 01/03/2016 (03/10/2016)                         | Trésor     |
| Saint Jacques le Majeur                                                                  | Atelier hainuyer                                                      | Vers 1380                                                            | Trésor de la Collégiale Sainte-Waudru de Mons                           | Mons                |              | 149                     | 149           | 01/03/2016 (03/10/2016)                         | Trésor     |
| La naïade                                                                                | George Grard (1901-1984)                                              | 1950                                                                 | Pont-à-Ponts, Tournai                                                   | Tournai             |              |                         | 150           | 01/03/2016 (03/10/2016)                         | Trésor     |
| Buste de Grétry                                                                          | Henri-Joseph Rutxhiel (1775-1837)                                     | 1804-1805                                                            | La Boverie                                                              | Liège               |              | 151                     | 151           | 01/03/2016 (03/10/2016)                         | Trésor     |
| Saint Luc et saint Marc                                                                  | Sculpteur mosan anonyme (autrefois attribué à Hendrick von Constance) | Vers 1320-1330                                                       | Grand Curtius                                                           | Liège               |              | 152-1 152-2             | 152           | 12/05/2016 (18/10/2016)                         | Trésor     |
| Claveau orné d’une scène de dame à la licorne                                            | Atelier tournaisien                                                   | Vers 1470-1480                                                       | Cathédrale Notre-Dame de Tournai                                        | Tournai             |              | 174                     | 174           | 08/02/2019 (11/06/2019)                         | Trésor     |
| Prométhée enchaîné                                                                       | Guillaume Evrard (1710-1793)                                          | Avant 1784                                                           | Grand Curtius                                                           | Liège               |              | 176                     | 176           | 02/04/2019 (11/06/2019)                         | Trésor     |
| Sedes Sapientiae dite Vierge d’Évegnée                                                   | Atelier mosan                                                         | Vers 1050-1070                                                       | Grand Curtius                                                           | Liège               |              | 179                     | 179           | 02/04/2019 (11/06/2019)                         | Trésor     |
| Tympan de l’ancienne chapelle des bouchers                                               | Atelier namurois (?)                                                  | Vers 1220-1240                                                       | Halle al'Chair                                                          | Namur               |              | 187                     | 187           | 29/11/2019 (14/02/2020)                         | Trésor     |
| Ange en prière                                                                           | Atelier hainuyer (Tournai ?)                                          | Vers 1390-1400                                                       | Musée archéologique de Charleroi                                        | Charleroi           |              | 191                     | 191           | 20/12/2019 (14/02/2020)                         | Trésor     |
| Sedes sapientiae dite Notre Dame de Tongre                                               |                                                                       | Vers 1075-1100                                                       | Basilique de Tongre-Notre-Dame                                          | Tongre-Notre-Dame   |              | 198                     | 198           | 27/02/2020 (05/08/2021)                         | Trésor     |
| Vierge à l'Enfant du groupe du Maître d'Elsloo                                           | Groupe du Maître d'Elsloo                                             | 1525                                                                 | Église Saint-Jacques-le-Mineur de Liège                                 | Liège               |              | 234                     | 234           | 19/06/2023 (09/01/2024)                         | Trésor     |
| Vierge                                                                                   | Passier Borman (attribution)                                          | 1500-1520                                                            | Collégiale Sainte-Gertrude de Nivelles                                  | Nivelles            |              | 239                     | 239           | 19/06/2024 (02/10/2025)                         | Trésor     |
| Christ assis au calvaire dit aussi Christ attendant la mort de Binche                    |                                                                       | Vers 1470-1480                                                       | Église collégiale Saint-Ursmer de Binche                                | Binche              |              | 240                     | 240           | 18/10/2024 (02/10/2025)                         | Trésor     |
| Christ assis au calvaire dit aussi Christ attendant la mort de Bouvignes                 |                                                                       | Vers 1500-1510                                                       | Église Saint-Lambert de Bouvignes-sur-Meuse                             | Bouvignes-sur-Meuse |              | 241                     | 241           | 18/10/2024 (02/10/2025)                         | Trésor     |
| Lucifer ou Le Génie du Mal                                                               | Guillaume Geefs (1805-1883)                                           | Installation à la cathédrale de Liège en 1848                        | Cathédrale Saint-Paul de Liège                                          | Liège               |              | 246                     | 246           | 18/03/2025 ()                                   | Trésor     |
| Vierge et saint Jean au Calvaire                                                         |                                                                       | Première moitié du XIIe siècle                                       | Collégiale Saint-Jean l'Évangéliste de Liège                            | Liège               |              | 247                     | 247           | 18/03/2025 ()                                   | Trésor     |
| Sarcophage d'Alice de Namur                                                              |                                                                       | Vers 1169                                                            | Collégiale Sainte-Waudru de Mons                                        | Mons                |              | 248                     | 248           | 23/03/2025 ()                                   | Trésor     |

### Autres techniques picturales
| Nom du bien                                            | Auteur(s)                                         | Datation       | Lieu de conservation                       | Ville | Illustration | BALaT | Lien officiel | Date de classement (parution au Moniteur belge) | Protection |
| ------------------------------------------------------ | ------------------------------------------------- | -------------- | ------------------------------------------ | ----- | ------------ | ----- | ------------- | ----------------------------------------------- | ---------- |
| Femme au bonnet                                        | Vincent van Gogh (1853-1890)                      | Janvier 1883   | Cabinet des estampes et des dessins        | Liège |              |       | 1             | 26/03/2010 (28/09/2010)                         | Trésor     |
| Fonds Gilles Closson                                   | Gilles-François Closson (1796-1842)               | 1825-1829      | Cabinet des Estampes et des Dessins        | Liège |              | 2     | 2             | 26/03/2010 (28/09/2010)                         | Trésor     |
| Album d’Arenberg                                       | Lambert Lombard (1505/06-1566) et atelier         | XVIe siècle    | Cabinet des Estampes et des Dessins        | Liège |              | 3     | 3             | 23/11/2010 (08/02/2011)                         | Trésor     |
| Album dit de Clérembault                               | Lambert Lombard (1505/06-1566) et atelier         | XVIe siècle    | Cabinet des estampes et des dessins        | Liège |              | 44    | 44            | 23/11/2010 (08/02/2011)                         | Trésor     |
| Pornokratès                                            | Félicien Rops (1833-1898)                         | 1878           | Musée Félicien Rops                        | Namur |              |       | 64            | 23/11/2010 (08/02/2011)                         | Trésor     |
| Dessin d'après le retable de Stavelot (voir Manuscrit) | Nicolas Hanson (attribué à)                       | 1666           | Archives de l'État à Liège                 | Liège |              | 148   | 148           | 01/03/2016 (03/10/2016)                         | Trésor     |
| Dessin du jubé de Sainte-Waudru à Mons                 |                                                   | 1535           | Archives de l'État à Mons                  | Mons  |              | 164   | 164           | 05/09/2017 (14/12/2017)                         | Trésor     |
| Les bêcheurs                                           | Vincent Van Gogh (1853-1890)                      | 1880           | Artothèque                                 | Mons  |              |       | 171           | 19/07/2018 (03/09/2018)                         | Trésor     |
| Fonds de 103 planches originales de bande dessinée     | 32 dessinateurs et scénaristes belges et français | De 1946 à 1979 | Musée des Beaux-Arts de Liège (La Boverie) | Liège |              |       | 189           | 05/12/2019 (14/02/2020)                         | Trésor     |

### Orfèvrerie
| Nom du bien | Auteur(s) | Datation | Lieu de conservation                                                     | Ville               | Illustration | BALaT                               | Lien officiel | Date de classement (parution au Moniteur belge) | Protection                 |
| --- | --- | --- | ------------------------------------------------------------------------ | ------------------- | ------------ | ----------------------------------- | ------------- | ----------------------------------------------- | -------------------------- |
| 32 pièces du trésor d’Oignies | Hugo d'Oignies, son atelier et l'atelier d'Oignies                                                                  | XIIIe siècle | Musée provincial des Arts anciens du Namurois                            | Namur               | 1            | 1                                   | 1             | 26/01/2010 (27/04/2010)                         | Trésor                     |
| Croix-reliquaire à double traverse | Atelier d’Hugo d’Oignies                                                                                            | Vers 1230 | Musée provincial des Arts anciens du Namurois                            | Namur               |              | 2                                   | 2             | 26/03/2010 (28/09/2010)                         | Trésor                     |
| Vierge de Walcourt | Atelier d’Oignies, atelier mosan                                                                                    | Vers 1026 (sculpture) et vers 1260 (lame en cuivre doré) | Église Saint-Materne                                                     | Walcourt            |              | 3                                   | 3             | 26/03/2010 (28/09/2010)                         | Trésor                     |
| Reliquaire-tourelle de la Vraie Croix de Walcourt | Atelier d’Oignies                                                                                                   | Vers 1260 | Église Saint-Materne                                                     | Walcourt            |              | 4                                   | 4             | 26/03/2010 (28/09/2010)                         | Trésor                     |
| Croix-reliquaire à double traverse de Walcourt | Atelier d’Oignies                                                                                                   | c. 1250-1260 | Église Saint-Materne                                                     | Walcourt            |              | 5                                   | 5             | 26/03/2010 (28/09/2010)                         | Trésor                     |
| Plaque de l’ancien buste-reliquaire de saint Feuillien de Fosses | Hugo d'Oignies | Vers 1230 | Musée provincial des Arts anciens du Namurois                            | Namur               |              |                                     | 6             | 30/03/2010 (28/09/2010)                         | Trésor                     |
| Calice dit de saint Berthuin de Malonne | Hugo d'Oignies (attribué à)                                                                                         | Vers 1230-1240 | Musée diocésain de Namur                                                 | Namur               |              | 7                                   | 7             | 30/03/2010 (28/09/2010)                         | Trésor                     |
| Châsse de saint Remacle de Stavelot | Atelier rhéno-mosan                                                                                                 | 1239(au plus tôt)-1268 | Église Saint-Sébastien                                                   | Stavelot            |              | 8                                   | 8             | 12/02/2010 (27/04/2010)                         | Trésor                     |
| Châsse de saint Mengold | Godefroid dit de Huy (attribué à)                                                                                   | Vers 1172-1189 (plusieurs remaniements du XIIIe au XVIIIe siècle) | Trésor de la collégiale de Notre-Dame de Huy                             | Huy                 |              | 9                                   | 9             | 12/02/2010 (27/04/2010)                         | Trésor                     |
| Châsse de saint Domitien | Godefroid dit de Huy (attribué à)                                                                                   | Vers 1172-1189 (plusieurs remaniements du XIIIe au XVIIIe siècle) | Trésor de la collégiale de Notre-Dame de Huy                             | Huy                 |              | 10                                  | 10            | 12/02/2010 (27/04/2010)                         | Trésor                     |
| Châsse de sainte Ode et de saint Georges | Atelier mosan | 1240-1250 | Église Sainte-Ode et Saint-George                                        | Amay                |              | 11                                  | 11            | 23/11/2010 (08/02/2011)                         | Trésor                     |
| Châsse de Notre-Dame | Nicolas de Verdun (1130-1205)                                                                                       | Vers 1205 | Cathédrale Notre-Dame de Tournai                                         | Tournai             |              | 49                                  | 49            | 08/02/2011 (09/03/2011)                         | Trésor                     |
| Châsse de saint Eleuthère | Atelier rhéno-mosan                                                                                                 | Terminée en 1247 au plus tard | Cathédrale Notre-Dame de Tournai                                         | Tournai             |              | 50                                  | 50            | 08/02/2011 (09/03/2011)                         | Trésor                     |
| Reliquaire de Charles le Téméraire y compris son coussin original | Gérard Loyet (actif 1466-vers 1502)                                                                                 | 1467-1471 | Trésor de la cathédrale Saint-Paul                                       | Liège               |              | 12                                  | 12            | 26/03/2010 (28/09/2010)                         | Trésor                     |
| Buste-Reliquaire de saint Lambert y compris la crosse et la poignée d’épis | Hans von Reutlingen (1465-1547)                                                                                     | 1508-1512 | Trésor de la cathédrale Saint-Paul                                       | Liège               |              | 13                                  | 13            | 26/03/2010 (28/09/2010)                         | Trésor                     |
| Vierge dite des Avocats | Atelier liégeois (?)                                                                                                | 1666 | Trésor de la cathédrale Saint-Paul                                       | Liège               |              | 14                                  | 14            | 23/11/2010 (08/02/2011)                         | Trésor                     |
| Coupe Oranus | Orfèvre GH ou HG | 1564 | Grand Curtius                                                            | Liège               |              | 15                                  | 15            | 23/11/2010 (08/02/2011)                         | Trésor                     |
| Paire de soupières | Jean François Joseph Beghin (1727-1787)                                                                             | 1766 | Musée de l’Orfèvrerie                                                    | Seneffe             |              |                                     | 16            | 26/03/2010 (28/09/2010)                         | Trésor                     |
| Repos de Jésus ou Jésueau | Atelier liégeois (?)                                                                                                | Début du XVe siècle | Musée provincial des Arts anciens du Namurois                            | Namur               |              | 59                                  | 59            | 01/09/2011 (24/10/2011)                         | Trésor                     |
| Buste-reliquaire de saint Poppon en ce compris la mitre, la crosse et la maquette de l’église | Jean Gosein (?-1658)                                                                                                | 1626 | Église Saint-Sébastien                                                   | Stavelot            |              | 70                                  | 70            | 21/09/2011 (24/10/2011)                         | Trésor                     |
| Couronne-reliquaire des saintes épines et son écrin | Atelier parisien | Premier tiers du XIIIe siècle | Musée diocésain de Namur                                                 | Namur               |              | 73-1 73-2                           | 73            | 21/12/2011 (13/03/2012)                         | Trésor                     |
| Statue-reliquaire de saint Blaise | Atelier parisien (?)                                                                                                | vers 1250-1260 | Musée diocésain de Namur                                                 | Namur               |              | 74                                  | 74            | 21/12/2011 (13/03/2012)                         | Trésor                     |
| Émail mosan de l’Arbre de vie | Atelier mosan | vers 1160 | Trésor de la Collégiale de Notre-Dame de Huy                             | Huy                 |              | 76                                  | 76            | 16/01/2012 (13/03/2012)                         | Trésor                     |
| Châsse de saint Hadelin de Visé | Atelier rhéno-mosan                                                                                                 | Vers 1046 et 1150-1165 | Collégiale Saint-Martin                                                  | Visé                |              | 80                                  | 80            | 20/02/2012 (09/05/2012)                         | Trésor                     |
| Griffon-lutrin d’Andenne | Aert van Tricht (attribué à)                                                                                        | Vers 1520, ailes renouvelées au XVIIe siècle (?) | Collégiale Sainte-Begge                                                  | Andenne             |              | 77                                  | 77            | 16/01/2012 (13/03/2012)                         | Trésor                     |
| Aigle-lutrin d’Houffalize | Fondeur Jehan Josès (attribution)                                                                                   | 1370 | Église Sainte-Catherine                                                  | Houffalize          |              | 83                                  | 83            | 20/02/2012 (09/05/2012)                         | Trésor                     |
| Reliquaire portatif d’Andenne y compris les seize sachets-reliquaires et les onze authentiques associés | Atelier mérovingien                                                                                                 | Style mérovingien tardif, premier tiers du VIIIe siècle | Musée diocésain de Namur                                                 | Namur               |              | 75                                  | 75            | 16/01/2012 (13/03/2012)                         | Trésor                     |
| Calvaire-reliquaire de la Vraie Croix de Binche | Atelier des anciens Pays-Bas méridionaux                                                                            | Avant 1479 | Église Saint-Ursmer                                                      | Binche              |              | 84                                  | 84            | 26/03/2012 (27/06/2012)                         | Trésor                     |
| Tableau-reliquaire de la Vraie Croix | Atelier franco-bourguignon (?)                                                                                      | Vers 1420 | Trésor de la cathédrale Saint-Paul                                       | Liège               |              | 91                                  | 91            | 14/05/2012 (11/07/2012)                         | Trésor                     |
| Châsse de Notre-Dame | Atelier de la châsse de saint Remacle à Stavelot                                                                    | Vers 1260-1265 | Trésor de la Collégiale de Notre-Dame de Huy                             | Huy                 |              | 94                                  | 94            | 29/05/2012 (04/10/2012)                         | Trésor                     |
| Clé-reliquaire de Saint-Hubert | Atelier mosan | Milieu du XIIe siècle (poignée) et milieu du XIIIe siècle (calvaire du nœud) | Trésor de la cathédrale Saint-Paul (Dépôt de la Collégiale Sainte-Croix) | Liège               |              | 95                                  | 95            | 16/06/2012 (07/09/2012)                         | Trésor                     |
| Ensemble des pièces formant l’ancienne châsse de Sainte-Gertrude de Nivelles | Jakenez d'Anchin, Colay de Douai, Jacquemon de Nivelles                                                             | 1272-1298 | Collégiale Sainte-Gertrude                                               | Nivelles            |              | 97                                  | 97            | 14/09/2012 (28/11/2012)                         | Trésor                     |
| Ensemble de 8 affliges y compris 2 écrins : 1. Afflige des menuisiers avec saint Mathieu, orfèvre « BB » et poinçon « K », 1509 2. Afflige des meuniers avec sainte Catherine d’Alexandrie, XVIe siècle 3. Afflige des portefaix avec la sainte Vierge, orfèvre Paul Wanson ou Waneson, 1659 4. Afflige des drapiers avec saint François, fin XVIe siècle avec remaniements postérieurs 5. Afflige des bateliers avec saint Nicolas, orfèvre Paul Wanson ou Waneson, 1667 6. Afflige des boulangers avec saint Aubert, 1707 7. Afflige des potiers avec saint Jean-Baptiste, orfèvre François-Joseph Lambert, 1779 8. Afflige des fripiers avec saint Hommebon, orfèvre Jean Petitjean, 1736 1. Coffret de l’afflige des menuisiers 2. Coffret de l’afflige des fripiers | | XVIe - XVIIIe siècles | Musée provincial des Arts anciens du Namurois                            | Namur               |              | (2)105 (4)105 (5)105                | 105           | 09/10/2012 (28/11/2012)                         | Trésor                     |
| Les plats de reliure et l’Evangéliaire dit de Notger (voir Manuscrits) | Anonyme, Nicolas Englebert (1585-1634)                                                                              | Évangéliaire : Liège, vers 860 ; ivoire : vers l'an mil ; émaux : Meuse, vers 1160-1170 ; plaques lenticulaires : Liège, vers 1400 ; reliure : Liège, entre 1585 et 1634 et fin XIXe siècle | Grand Curtius                                                            | Liège               |              | 107                                 | 107           | 01/03/2013 (18/04/2013)                         | Trésor                     |
| Triptyque-reliquaire de la Sainte Croix | Ecole mosane | Vers 1160-1170 | Grand Curtius                                                            | Liège               |              | 113                                 | 113           | 06/05/2013 (10/06/2013)                         | Trésor                     |
| Châsse Saint-Symphorien | Ateliers d'orfèvres actifs dans le diocèse de Cambrai et le Hainaut                                                 | Vers 1170-1180 et vers 1250-1275 | Église Saint-Symphorien                                                  | Saint-Symphorien    |              | 45                                  | 45            | 09/02/2015 (23/04/2015)                         | Trésor                     |
| Paire de lutrins | Atelier mosan (Dinant?)                                                                                             | Entre 1664 et 1695 | Église Saint-Lambert de Soumagne et Église Saint-Sébastien de Olne       | Soumagne et Olne    |              | 144-1 144-2                         | 144           | 09/02/2015 (23/04/2015)                         | Trésor                     |
| Ensemble d’argenteries civiles de l’hôpital Notre-Dame à la Rose (6 cuillers et 2 paires de salières) | Maître AR (poinçon)                                                                                                 | XVIe s.- XVIIe s. | Hôpital Notre-Dame à la Rose                                             | Lessines            |              | 146-1 146-2 146-3 146-4 146-A 146-B | 146           | 01/03/2016 (03/10/2016)                         | Trésor                     |
| Croix de Procession | Orfèvre tournaisien (poinçon de garantie et poinçon de Tournai)                                                     | 1612 | Hôpital Notre-Dame à la Rose                                             | Lessines            |              | 154                                 | 154           | 05/12/2016 (26/05/2017)                         | Trésor                     |
| Châsses de sainte Ursule et de saint Éloi | Philippe Lenoir | 1658-1660 | Hôpital Notre-Dame à la Rose                                             | Lessines            |              | 155-1 155-2                         | 155           | 12/01/2017 (26/05/2017)                         | Trésor                     |
| Bras-reliquaires de saint Jacques et de saint Pierre | Atelier d'Entre-Sambre-et-Meuse ou du Cambrésis / atelier mosan                                                     | Vers 1230-1250 et vers 1150-1180 | Trésor de la collégiale de Binche                                        | Binche              |              | 175-1 175-2                         | 175           | 02/04/2019 (11/06/2019)                         | Trésor                     |
| Aigle-lutrin | Atelier brugeois | 1484 | Eglise Saint-Martin                                                      | Chièvres            |              | 204                                 | 204           | 05/06/2020 (05/08/2020)                         | Trésor                     |
| Paire d’aigles-lutrins | G. Lefebvre, fondeur tournaisien                                                                                    | Vers 1450 | Collégiale Saint-Pierre                                                  | Leuze-en-Hainaut    |              | 210                                 | 210           | 23/04/2021 (09/07/2021)                         | Trésor                     |
| Châsse de sainte Begge d'Andenne | Plusieurs auteurs successifs incluant Nicolas Levache, Mathieu de Fieze, l’orfèvre ST et Pierre de Fraisne le Vieux | Vers 1560-1580 puis de 1608 à 1645 pour les statuettes | Collégiale Sainte-Begge                                                  | Andenne             |              | 216                                 | 216           | 25/05/2021 (09/07/2021)                         | Trésor                     |
| Icône byzantine et son coffret gothique | Atelier constantinopolitain, époque paléologue                                                                      | Vers 1300-1350 | Collégiale Saint-Pierre et Saint-Paul                                    | Chimay              |              | 219-1 219-2                         | 219           | 04/10/2021 (19/05/2021)                         | Trésor                     |
| Châsse néogothique de saint Vincent | Gaspard Sagemans | 5 juin 1803 | Collégiale Saint-Vincent                                                 | Soignies            |              | 223                                 | 223           | 17/05/2022 (01/02/2023)                         | Trésor                     |
| Calice Art nouveau | Fernand Dubois (1861-1932)                                                                                          | 1901 | Abbaye de Maredsous                                                      | Anhée               |              | 233                                 | 233           | 26/05/2023 (09/01/2023)                         | Trésor                     |
| Buste-reliquaire de Saint Perpète | Philippe Le Noir | 1671 | Collégiale Notre-Dame                                                    | Dinant              |              | 236                                 | 236           | 31/01/2024 (23/04/2024)                         | Trésor                     |
| Reliquaire staurothèque de Marbais | | Vers 1400-1500 | Église Saint-Martin                                                      | Marbais             |              | 237                                 | 237           | 31/01/2024 (23/04/2024)                         | Bien d’intérêt patrimonial |
| Chef-reliquaire dit « casque » de saint Walhère | | Vers 1250-1275 | Maison du patrimoine médiéval mosan                                      | Bouvignes-sur-Meuse |              | 243                                 | 243           | 16/01/2025 (02/10/2025)                         | Trésor                     |

### Retable
| Nom du bien                                                                                   | Auteur(s)                                                                                                  | Datation                                         | Lieu de conservation                                   | Ville               | Illustration | BALaT | Lien officiel | Date de classement (parution au Moniteur belge) | Protection |
| --------------------------------------------------------------------------------------------- | --- | ------------------------------------------------ | ------------------------------------------------------ | ------------------- | ------------ | ----- | ------------- | ----------------------------------------------- | ---------- |
| Retable de la Vraie Croix                                                                     | École anversoise                                                                                           | Vers 1555-1560 / 1600 (Christ de la Crucifixion) | Église Saint-Lambert                                   | Bouvignes-sur-Meuse |              | 1     | 1             | 26/03/2010 (28/09/2010)                         | Trésor     |
| Retable de la Vierge et de l’Enfance du Christ y compris la caisse, les volets et la prédelle | Robert Moreau (?) (polychromie des sculptures) et Pieter I Coeck van Aelst (?) (volets peints) (1502-1550) | Vers 1540                                        | Église Saint-Nicolas                                   | Enghien             |              | 2     | 2             | 10/05/2010 (26/10/2010)                         | Trésor     |
| Retable de la Vie de la Vierge                                                                | École bruxelloise                                                                                          | Vers 1470                                        | Église Saint-Martin                                    | Ham-sur-Heure       |              | 3     | 3             | 30/03/2010 (28/09/2010)                         | Trésor     |
| Retable de Belvaux                                                                            | Maître de Waha                                                                                             | Vers 1530-1540                                   | Musée provincial des Arts anciens du namurois - TreM.a | Namur               |              | 188   | 188           | 05/12/2019 (14/02/2020)                         | Trésor     |
| Retable de la Passion du Christ et de la Vie de saint Denis                                   | École bruxelloise, sans doute atelier Borman                                                               | Vers 1530                                        | Eglise Saint-Denis                                     | Liège               |              | 208   | 208           | 23/04/2021 (09/07/2021)                         | Trésor     |

### Textiles
| Nom du bien                                                                      | Auteur(s) | Datation                                        | Lieu de conservation                                   | Ville              | Illustration | BALaT                                     | Lien officiel | Date de classement (parution au Moniteur belge) | Protection                 |
| -------------------------------------------------------------------------------- | --- | ----------------------------------------------- | ------------------------------------------------------ | ------------------ | ------------ | ----------------------------------------- | ------------- | ----------------------------------------------- | -------------------------- |
| Chasuble et l’étole de David de Bourgogne                                        | Atelier des anciens Pays-Bas méridionaux                                                                        | Troisième quart du XVe siècle                   | Trésor de la cathédrale Saint-Paul                     | Liège              |              | 62                                        | 62            | 01/09/2011 (24/10/2011)                         | Trésor                     |
| Tapisserie de l’histoire de saint Piat et de saint Eleuthère                     | Pierre Feré (tisserand), atelier d'Arras                                                                        | 1402                                            | Cathédrale Notre-Dame de Tournai                       | Tournai            |              | 72-1 72-2                                 | 72            | 17/11/2011 (10/02/2012)                         | Trésor                     |
| Deux tapisseries aux armes d’Adrien de Croÿ                                      | Atelier tournaisien (?)                                                                                         | Après 1532                                      | Musée de la tapisserie(TAMAT)                          | Tournai            |              | 197                                       | 197           | 04/02/2020 (05/08/2021)                         | Trésor                     |
| Premier suaire et second suaire de saint Lambert                                 | 1: atelier post-sassanide, région de Bouhkara (Ouzbekistan)/ 2 : atelier byzantin régional ou atelier islamique | 1 : 701-800 / 2 : 950-1030(datation carbone 14) | Trésor de la cathédrale Saint-Paul                     | Liège              |              | 209-1 209-2                               | 209           | 23/04/2021 (09/07/2021)                         | Trésor                     |
| Bourse à reliques                                                                | Atelier italien (côtes de l’Adriatique), peut-être vénitien                                                     | Entre 1260-1310                                 | Musée provincial des Arts anciens du namurois - TreM.a | Namur              |              | 218                                       | 218           | 04/10/2021 (19/05/2022)                         | Trésor                     |
| Grand Rouge de l’abbaye Saint-Martin                                             | Atelier Dormal-Ponce (1730-1750)                                                                                | Charnière 1730-1740                             | Trésor de la Cathédrale de Tournai                     | Tournai            |              | 253                                       | 253           | 15/07/2025 ()                                   | Trésor                     |
| Ornement Cotrel                                                                  | Atelier Dormal-Ponce (1730-1750)                                                                                | 1730-1734                                       | Trésor de la Cathédrale de Tournai                     | Tournai            |              | 254                                       | 254           | 15/07/2025 ()                                   | Trésor                     |
| Ornement or de Stavelot                                                          | Atelier Dormal-Ponce (1730-1750)                                                                                | 1730-1734                                       | Église Saint-Sébastien                                 | Stavelot           |              | 255-1 255-2 255-3                         | 255           | 16/07/2025 ()                                   | Trésor                     |
| Chapes « Gouyasse »                                                              | Atelier Dormal-Ponce (1730-1750)                                                                                | 1748-1750                                       | Église Saint-Julien et Maison des Géants               | Ath                |              | 256                                       | 256           | 16/07/2025 ()                                   | Trésor                     |
| Ornement or et argent                                                            | Atelier Dormal-Ponce (1730-1750)                                                                                | 1730-1740                                       | Cathédrale Saint-Paul                                  | Liège              |              |                                           | 258           | 23/07/2025 ()                                   | Bien d’intérêt patrimonial |
| Orfrois et chaperon                                                              | Atelier Dormal-Ponce (1730-1750)                                                                                | 1730-1740                                       | Musée royal de Mariemont                               | Mariemont          |              |                                           | 259           | 23/07/2025 ()                                   | Bien d’intérêt patrimonial |
| Dais de procession                                                               | Atelier Dormal-Ponce (1730-1750)                                                                                | 1741-1744                                       | Église Saint-Julien                                    | Ath                |              |                                           | 260           | 23/07/2025 ()                                   | Bien d’intérêt patrimonial |
| Ornement en velours rouge provenant de l’ancienne abbaye bénédictine de Gembloux | Atelier Dormal-Ponce (1730-1750)                                                                                | 1747                                            | Eglise Saint-Guibert                                   | Mont-Saint-Guibert |              | 261-1 261-2 261-3 261-4 261-5 261-6 261-7 | 261           | 23/07/2025 ()                                   | Bien d’intérêt patrimonial |
| Chasuble violette                                                                | Atelier Dormal-Ponce (1730-1750)                                                                                | 1730-1740                                       | Église Saint-Julien                                    | Ath                |              | 262                                       | 262           | 23/07/2025 ()                                   | Bien d’intérêt patrimonial |
| Chape de Trazegnies                                                              | Atelier Dormal-Ponce (1730-1750)                                                                                | 1730-1740                                       | Église Saint-Martin                                    | Trazegnies         |              | 263                                       | 263           | 23/07/2025 ()                                   | Bien d’intérêt patrimonial |
| Chape de Namur portant les armoiries de Bernard Burlet                           | Atelier Dormal-Ponce (1730-1750)                                                                                | 1734-1737                                       | Cathédrale Saint-Aubain                                | Namur              |              | 264                                       | 264           | 23/07/2025 ()                                   | Bien d’intérêt patrimonial |

### Verre
| Nom du bien                                           | Auteur(s)                                                      | Datation                                                        | Lieu de conservation                                    | Ville     | Illustration | BALaT | Lien officiel | Date de classement (parution au Moniteur belge) | Protection |
| ----------------------------------------------------- | -------------------------------------------------------------- | --------------------------------------------------------------- | ------------------------------------------------------- | --------- | ------------ | ----- | ------------- | ----------------------------------------------- | ---------- |
| Vase « Crépuscule »                                   | Philippe Wolfers (1858-1929)                                   | Vers 1900                                                       | Grand Curtius                                           | Liège     |              | 60    | 60            | 01/09/2011 (24/10/2011)                         | Trésor     |
| Aiguière catalagne                                    | Atelier espagnol (Catalogne)                                   | Seconde moitié du XVIe - début du XVIIe siècle                  | Grand Curtius                                           | Liège     |              | 61    | 61            | 01/09/2011 (24/10/2011)                         | Trésor     |
| Vase des neuf Provinces                               | Léon Ledru (1855-1926), Cristalleries du Val-Saint-Lambert     | 1894                                                            | Grand Curtius                                           | Liège     |              |       | 162           | 09/06/2017 (17/10/2017)                         | Trésor     |
| Balsamaire en verre reticelli                         | Atelier italien ou de Méditerranée orientale                   | Fin du Ier siècle avant J.-C. - début du Ier siècle après J.-C. | Musée du verre                                          | Charleroi |              | 185   | 185           | 20/11/2019 (14/02/2020)                         | Trésor     |
| Coupe sur pied de « Venise » ou « façon de Venise »   | Atelier vénitien (?)                                           | Fin du XVIe-début du XVIIe s.                                   | Musée du verre                                          | Charleroi |              |       | 186           | 20/11/2019 (14/02/2020)                         | Trésor     |
| Calice aux armes de la Ville et du marquisat d’Anvers | Atelier vénitien                                               | Deuxième moitié du XVIe siècle                                  | Musée du verre                                          | Charleroi |              | 193   | 193           | 25/01/2020 (14/02/2020)                         | Trésor     |
| Corne à boire                                         | Atelier des anciens Pays-Bas ou de la principauté de Liège (?) | Vers 1550-1575                                                  | Musée es Arts décoratifs - Hôtel de Groesbeeck-de Croix | Namur     |              |       | 194           | 25/01/2020 (14/02/2020)                         | Trésor     |

### Mobilier
| Nom du bien                                                        | Auteur(s)                                                                                      | Datation                      | Lieu de conservation                   | Ville      | Illustration | BALaT | Lien officiel | Date de classement (parution au Moniteur belge) | Protection |
| ------------------------------------------------------------------ | ---------------------------------------------------------------------------------------------- | ----------------------------- | -------------------------------------- | ---------- | ------------ | ----- | ------------- | ----------------------------------------------- | ---------- |
| Caisse d’horloge et mécanisme d’horlogerie de l’horloge de parquet | Henri Rossius (horloger) et Louis Lejeune (menuisier-ébéniste)                                 | 1743                          | Musée royal de Mariemont               | Morlanwelz |              | 65    | 65            | 15/09/2011 (24/10/2011)                         | Trésor     |
| Piano de la Chapelle-en-Serval                                     | Gustave Serrurier-Bovy (1858-1910), Emile Berchmans (1867-1947) et Oscar Berchmans (1869-1950) | 1901-1902                     | Grand Curtius                          | Liège      |              |       | 110           | 01/03/2013 (18/04/2013)                         | Trésor     |
| Horloge de parquet                                                 | Jean-Dieudonné Vierset (horloger ; 1705-1790), atelier namurois ou dinantais                   | Cadran : 1755 ; caisse : 1759 | Musée de Groesbeeck-de Croix           | Namur      |              | 133   | 133           | 10/04/2014 (07/11/2014)                         | Trésor     |
| Table de travail à transformation dite « à la Tronchin »           | David Roentgen (1743-1807) (menuisier ébéniste), François Rémond (travail du bronze)           | Vers 1780                     | Musée d'Ansembourg à Liège             | Liège      |              | 156   | 156           | 12/01/2017 (26/05/2017)                         | Trésor     |
| Deux paires de crédences                                           |                                                                                                | XVe s.                        | Hôpital Notre-Dame à la Rose, Lessines | Lessines   |              | 157   | 157           | 12/01/2017 (26/05/2017)                         | Trésor     |
| Buffet à double corps                                              | Ecole anversoise ou zélandaise                                                                 | Vers 1600                     | Hôpital Notre-Dame à la Rose, Lessines | Lessines   |              |       | 159           | 07/06/2017 (17/10/2017)                         | Trésor     |

## Céramique
| Nom du bien                                 | Auteur(s)                                                   | Datation                                           | Lieu de conservation                                                         | Ville        | Illustration | BALaT | Lien officiel | Date de classement (parution au Moniteur belge) | Protection |
| ------------------------------------------- | ----------------------------------------------------------- | -------------------------------------------------- | ---------------------------------------------------------------------------- | ------------ | ------------ | ----- | ------------- | ----------------------------------------------- | ---------- |
| Jarre à vin à décor aquatique               | Ateliers impériaux de Jingdezhen en Chine du Sud            | Ѐre Jiajing (1522-1566), dynastie Ming (1368-1644) | (Musée royal de Mariemont) Volée le 21 avril 2024 - retrouvée le 29 mai 2024 | (Morlanwelz) |              | 229   | 229           | 10/02/2023 (17/07/2023)                         | Trésor     |
| Compositions murales "La Terre" et "Le Feu" | Atelier de décoration de la Manufacture Boch Frères Keramis | 1948                                               | Keramis - Centre de la Céramique de la Fédération Wallonie-Bruxelles         | La Louvière  |              |       | 245           | 18/03/2025 ()                                   | Trésor     |

## Archéologie
| Nom du bien                                                                                     | Auteur(s)                                                  | Datation | Lieu de découverte                                                           | Lieu de conservation               | Ville     | Illustration | BALaT             | Lien officiel | Date de classement (parution au Moniteur belge) | Protection |
| ----------------------------------------------------------------------------------------------- | ---------------------------------------------------------- | --- | ---------------------------------------------------------------------------- | ---------------------------------- | --------- | ------------ | ----------------- | ------------- | ----------------------------------------------- | ---------- |
| Sarcophage de Chrodoara                                                                         |                                                            | Période mérovingienne tardive, vers 730 après J.-C.                                                                               | Église Sainte-Ode et Saint-George (découvert en 1977)                        | Église Sainte-Ode et Saint-Georges | Amay      |              | 1                 | 1             | 12/02/2010 (27/04/2010)                         | Trésor     |
| Chaland en bois de Pommeroeul                                                                   |                                                            | Vers 271 après J.-C. | Pommerœul (découverte en 1975 lors du percement du canal Hensies-Pommeroeul) | Espace Gallo-Romain                | Ath       |              |                   | 2             | 12/02/2010 (27/04/2010)                         | Trésor     |
| Moissonneuse des Trévires                                                                       |                                                            | Période gallo-romaine, vers 190 à 210 après J.-C.                                                                                 | Montauban-sous-Buzenol (découverte en 1958)                                  | Musée de Virton                    | Virton    |              | 3                 | 3             | 26/03/2010 (28/09/2010)                         | Trésor     |
| Bronzes mithriaques d’Angleur                                                                   | Atelier de Gaule septentrionale                            | Fin du IIe siècle ou début du IIIe siècle après J.-C.                                                                             | Angleur (découverts en 1882)                                                 | Grand Curtius                      | Liège     |              | 51                | 51            | 08/02/2011 (09/03/2011)                         | Trésor     |
| Ensemble du mobilier funéraire du tumulus de Penteville comprenant 72 objets                    | Atelier du bronze italique                                 | Oenochoé et patère du Ier siècle après J.-C.., ensemble attribué au IIe siècle, enfouissement dans le dernier tiers du IIe siècle | Penteville (Chastre)                                                         | Musée d’archéologie                | Namur     |              |                   | 79            | 16/01/2012 (13/03/2012)                         | Trésor     |
| Tombe à char de la tombelle III de Warmifontaine comprenant 11 pièces                           |                                                            | Epoque de La Tène (âge du Fer),vers la seconde moitié du Ve siècle av. J.-C.                                                      | Warmifontaine (Grapfontaine, Neufchâteau)                                    | Musée des Celtes de Libramont      | Libramont |              |                   | 81            | 20/02/2012 (09/05/2012)                         | Trésor     |
| Dédicace des Arlonnais à Apollon                                                                |                                                            | Epoque romaine, première moitié du IIIe siècle après J.-C.                                                                        | Arlon                                                                        | Musée archéologique d'Arlon        | Arlon     |              | 89                | 89            | 04/05/2012 (11/07/2012)                         | Trésor     |
| Crâne d’enfant néandertalien d’Engis II                                                         |                                                            | Paléolithique moyen, Moustérien (100.000-40.000, vers 70.000 avant J.C. ?)                                                        | Awirs (Flémalle)                                                             | Université de Liège                | Liège     |              |                   | 93            | 14/05/2012 (11/07/2012)                         | Trésor     |
| Monument de Vervicius et Vervicia                                                               |                                                            | Période gallo-romaine, dernier quart du IIe siècle après J.-C.                                                                    | Arlon                                                                        | Musée archéologique d'Arlon        | Arlon     |              |                   | 103           | 08/10/2012 (28/11/2012)                         | Trésor     |
| Sarcophage antique en plomb à décor bacchique                                                   |                                                            | Période gallo-romaine, vers 280-300/330 après J.-C.                                                                               | Rue Perdue, Tournai                                                          | Musée d'archéologie de Tournai     | Tournai   |              | 106               | 106           | 01/03/2013 (18/04/2013)                         | Trésor     |
| Relief dit du marchand de drap                                                                  |                                                            | Période gallo-romaine, milieu du IIIe siècle après J.-C.                                                                          | Arlon                                                                        | Musée archéologique d'Arlon        | Arlon     |              | 109               | 109           | 01/03/2012 (18/04/2013)                         | Trésor     |
| Relief dit des voyageurs                                                                        |                                                            | Période gallo-romaine, 170-180 après J.-C.                                                                                        | Arlon                                                                        | Musée archéologique d'Arlon        | Arlon     |              | 108               | 108           | 01/03/2012 (18/04/2013)                         | Trésor     |
| Mobilier funéraire de la tombe 10 du cimetière mérovingien du quartier Saint-Brice à Tournai    | Divers ateliers régionaux, anglo-saxons, rhénans et mosans | Vers 500 après J.-C | Tournai (quartier Saint-Brice)                                               | Musée d'archéologie de Tournai     | Tournai   |              |                   | 115           | 06/05/2013 (10/06/2013)                         | Trésor     |
| Dépôt funéraire de la tombe 6 du cimetière mérovingien du quartier Saint-Brice, Tournai         | Ateliers thuringien, rhénan et mosan                       | Dernier quart du Ve siècle | Tournai (quartier Saint-Brice)                                               | Musée d'archéologie de Tournai     | Tournai   |              |                   | 140           | 09/02/2015 (23/04/2015)                         | Trésor     |
| Bassin de purification avec inscription dédicatoire à Apollon                                   |                                                            | Seconde moitié du IIe siècle | Jupille                                                                      | Grand Curtius                      | Liège     |              |                   | 158           | 08/03/2017 (26/05/2017)                         | Trésor     |
| Lion sculpté d'une fontaine de la villa gallo-romaine d'Anthée                                  | Atelier gallo-romain                                       | (Ier-) IIe siècle après J.-C. | villa gallo-romaine d'Anthée                                                 | Musée d’archéologie                | Namur     |              | 161               | 161           | 09/06/2017 (17/10/2017)                         | Trésor     |
| Cinq claveaux ornés et deux pierres dédicatoires de Glons                                       | Ateliers mérovingiens                                      | Milieu du VIIe siècle et première moitié du VIIIe siècle                                                                          | Fondations de l'église Saint-Victor de Glons                                 | Grand Curtius                      | Liège     |              | 177-1 177-2 177-3 | 177           | 02/04/2019 (11/06/2019)                         | Trésor     |
| Grand masque de Blicquy « Ville d’Anderlecht »                                                  | Atelier gallo-romain                                       | Ier-IIe siècle après J.C. | Sanctuaire de la « Ville d'Anderlecht » à Blicquy                            | Archéosite d'Aubechies-Beloeil     | Aubechies |              |                   | 190           | 10/12/2019 (14/02/2020)                         | Trésor     |
| Huit panneaux de fresques issues de la Villa de Boscoreale dite « de Publius Fannius Synistor » |                                                            | Milieu du Ier siècle avant J.-C.                                                                                                  | Villa Boscoréale dite « de Publius Fannius Synisto » à Pompéi                | Musée royal de Mariemont           | Mariemont |              | 203               | 203           | 03/06/2020 (05/08/2010)                         | Trésor     |
| Bassin rituel du roi Den (antérieurement dénommée Mortier du roi Den)                           | Atelier de la 1ère dynastie (Egypte)                       | 1ère dynastie (début du troisième millénaire avant J.C.)                                                                          | Tombe du roi Den                                                             | Musée royal de Mariemont           | Mariemont |              | 211               | 211           | 25/05/2021 (09/07/2021)                         | Trésor     |
| Deux fragments de statue colossale égyptienne                                                   | Atelier ptolémaïque (Egypte)                               | Période ptolémaïque, premier siècle avant J.-C.                                                                                   |                                                                              | Musée royal de Mariemont           | Mariemont |              |                   | 212           | 25/05/2021 (09/07/2021)                         | Trésor     |
| Flabellum                                                                                       |                                                            | 1202-1203 |                                                                              | Musée royal de Mariemont           | Mariemont |              |                   | 213           | 25/05/2021 (09/07/2021)                         | Trésor     |
| Corne à boire en verre de la nécropole de Samson                                                | Atelier provincial gallo-romain du Bas-Empire              | Dernier quart du IVe-début du Ve siècle                                                                                           | Nécropole de Samson                                                          | Musée archéologique                | Namur     |              |                   | 217           | 04/10/2021 (19/05/2022)                         | Trésor     |
| Askos de Flavion                                                                                |                                                            | Milieu du IIe siècle | Nécropole des Iliats à Flavion                                               | Musée archéologique                | Namur     |              |                   | 222           | 16/03/2022 (19/05/2022)                         | Trésor     |
| Cupidon/Eros de Château Renaud                                                                  |                                                            | Haut-Empire, IIe siècle de notre ère                                                                                              | Site romain de Château-Renaud à Virton (découvert en 1990)                   | Musée Gaumais                      | Virton    | 224          |                   | 224           | 20/07/2022 (01/02/2023)                         | Trésor     |
| Buste de la Reine Bérénice                                                                      |                                                            | Époque Ptolémaïque, IIIe siècle avant J.-C.                                                                                       | Hermopolis Magna                                                             | Musée royal de Mariemont           | Mariemont |              | 231               | 231           | 10/02/2023 (17/07/2023)                         | Trésor     |
| Fibule émaillée aux têtes de reptile de la Nécropole des "Villées" à Berzée                     |                                                            | IIe siècle après J.-C. | Nécropole de « Villées » à Berzée                                            | Musée archéologique                | Namur     |              |                   | 235           | 31/01/2024 (23/04/2024)                         | Trésor     |
| Casque mérovingien de Trivières                                                                 |                                                            | 470-480 et 520-530 de notre ère                                                                                                   | Nécropole mérovingienne de Trivières                                         | Musée royal de Mariemont           | Mariemont |              | 242               | 242           | 16/01/2025 (02/10/2025)                         | Trésor     |
| Dent de lait néandertalienne du "Trou de l'Abîme"                                               |                                                            | 44.500 avant J.C. | Trou de l'Abîme                                                              | Musée du Malgré-Tout               | Viroinval |              |                   | 257           | 23/07/2025 ()                                   | Trésor     |

## Archives
| Nom du bien                                      | Auteur(s)                      | Datation          | Lieu de conservation                                                  | Ville            | Illustration | BALaT | Lien officiel | Date de classement (parution au Moniteur belge) | Protection |
| ------------------------------------------------ | ------------------------------ | ----------------- | --------------------------------------------------------------------- | ---------------- | ------------ | ----- | ------------- | ----------------------------------------------- | ---------- |
| Fonds Henry van de Velde                         | Henry van de Velde (1863-1957) | Vers 1893 – 1947  | École nationale supérieure des Arts visuels de la Cambre              | Bruxelles        |              |       | 1             | 16/03/2010 (27/04/2010)                         | Trésor     |
| Fonds d’archives Georges Lemaître                | Georges Lemaître (1894-1966)   | 1894-1966         | Bibliothèque de l'Université catholique de Louvain, réserve précieuse | Louvain-la-Neuve |              |       | 168           | 29/06/2018 (03/09/2018)                         | Trésor     |
| Chartrier des Comtes de Namur                    | Auteurs divers                 | De 1092 à 1619    | Archives de l'État                                                    | Namur            |              |       | 178           | 02/04/2019 (11/06/2019)                         | Trésor     |
| Ensemble d'autographes de la collection Warocqué | Auteurs divers                 | Du XIIe au XXe s. | Musée royal de Mariemont                                              | Mariemont        |              |       | 232           | 10/02/2023 (17/07/2023)                         | Trésor     |

## Sciences-Techniques-Industries
| Nom du bien | Auteur(s) | Datation                              | Lieu de conservation                                                  | Ville          | Illustration     | BALaT                                             | Lien officiel | Date de classement (parution au Moniteur belge) | Protection |
| --- | --- | ------------------------------------- | --------------------------------------------------------------------- | -------------- | ---------------- | ------------------------------------------------- | ------------- | ----------------------------------------------- | ---------- |
| Tabulatrice d’Herman Hollerith | The Western Electric Company (fabrication), Herman Hollerith (conception ; 1860-1929)                                                      | Vers 1890 (?)                         | Computer Museum NAM-IP                                                | Namur          | 1                |                                                   | 1             | 12/02/2010 (27/04/2010)                         | Trésor     |
| Dynamo prototype tétrapolaire | Zénobe Gramme (1826-1901) | Vers 1872                             | Maison de la métallurgie et de l'industrie                            | Liège          |                  |                                                   | 2             | 12/02/2010 (27/04/2010)                         | Trésor     |
| Machine à vapeur dite « de Leruitte » | Clément Leruitte | 1857 (?)                              | Maison de la métallurgie et de l'industrie                            | Liège          |                  |                                                   | 3             | 26/03/2010 (28/09/2010)                         | Trésor     |
| Ensemble de 11 instruments scientifiques de la collection Max Elskamp : - 1. Astrolabe stéréographique septentrional et astrolabe de Rojas, Lambert Damery (pour la gravure), vers 1610 - 2. Astrolabe stéréographique septentrional et astrolabe de Rojas, Ignazio Danti , 3e quart du XVIe siècle - 3. Astrolabe stéréographique septentrional, Ibrâhîm Al-Mufti, 1707 - 4. Cadran horizontal universel, Nicolaus Rugendas ou Nicolaus Rugendas le Jeune, XVIIe siècle ou 1re moitié du XVIIIe siècle - 5. Cadran diptyque universel (dit « de Nuremberg »), Paulus Reinman (probablement), 2e moitié du XVIe siècle ou début XVIIe siècle - 6. Cadran triptyque universel (dit « de Nuremberg »), Hans Tucher (probablement), 2e moitié du XVIe siècle ou 1er quart du XVIIe siècle - 7. Nocturlabe, inconnu, 1584 - 8. Cadran équinoxial universel (dit « d’Augsbourg »), Johann Willebrand Augspurg (signature), 1er quart du XVIIIe siècle - 9. Cadran équinoxial (dit « d’Augsbourg »), Johann Willebrand Augspurg (signature), 1er quart du XVIIIe siècle - 10. Astrolabe stéréographique septentrional, Inconnu, fin XIIe siècle (?) - 11. Nécessaire astronomique, Christofferus Schisler ,1555 | |                                       | Musée de la vie wallonne                                              | Liège          | . - 1. - 2. - 9. | - 1 - 2 - 3 - 5 - 6 - 8 - 9 - 10 (incertain) - 11 | 69            | 15/09/2011 (24/10/2011)                         | Trésor     |
| 2 albums photographiques dits « de Saint-Paul de Sincay » | L.H. Zeyen, Eugène Westendorp (1er album) / J.W. Koenig, Jules Huron, Schink (2e album)                                                    | Vers 1860-1875                        | Maison de la métallurgie et de l'industrie                            | Liège          |                  |                                                   | 85            | 26/03/2012 (27/06/2012)                         | Trésor     |
| Fusil de chasse de grand luxe pour cartouche à broche | Pierre-Joseph Lemille (1811-1882) | 1875                                  | Grand Curtius                                                         | Liège          |                  | 98                                                | 98            | 08/10/2012 (28/11/2012)                         | Trésor     |
| Machine à tester les lampes de mines | | 1902 - 1903                           | Musée de la mine de Blegny-Mine                                       | Trembleur      |                  |                                                   | 100           | 08/10/2012 (28/11/2012)                         | Trésor     |
| Pendule astronomique à six cadrans | Hubert Sarton (1748-1828) | vers 1794-1795                        | Grand Curtius                                                         | Liège          |                  | 122                                               | 122           | 02/12/2013 (18/03/2014)                         | Trésor     |
| Ensemble de neufs canons de verre | Verrerie carolorégienne | début XXe s.                          | Musée du verre                                                        | Marcinelle     |                  | 180                                               | 180           | 23/04/2019 (24/12/2019)                         | Trésor     |
| Chambre à feu | Atelier tournaisien | Début du XVe s.                       | Musée d’Histoire militaire                                            | Tournai        |                  |                                                   | 182           | 23/04/2019 (24/12/2019)                         | Trésor     |
| Balance musculaire | Theodor Schwann (1810-1882) | 1835                                  | Université de Liège, Centre d’histoire des sciences et des techniques | Liège          |                  |                                                   | 181           | 23/04/2019 (24/12/2019)                         | Trésor     |
| Hémisphère nautique | Atelier de Michel Coignet (1549-1623) (attribué à)                                                                                         | XVIIe s.                              | Grand Séminaire                                                       | Tournai        |                  | 184                                               | 184           | 25/10/2019 (24/12/2019)                         | Trésor     |
| Troisième album photographique dit « de Saint-Paul de Sinçay » | Photographes: L. Haase & Comp. (Berlin), Koeln (Breslau), C. Westendorp & Cie, Coeln (Köln), Trinquart (Paris), Eugène Westendorp (Aachen) | Vers 1868                             | Université de Liège, Centre d’histoire des sciences et des techniques | Liège          |                  |                                                   | 199           | 27/02/2020 (05/08/2020)                         | Trésor     |
| Ensemble de quatre objets de Theodor Schwann relatifs aux appareils respiratoires | Theodor Schwann (1810-1882), concepteur | Seconde moitié du XIXe s.             | Musée de la mine de Blegny-Mine                                       | Trembleur      |                  |                                                   | 201           | 3/06/2020 (5/08/2020)                           | Trésor     |
| Pendule squelette "maçonnique" | Hubert Sarton (1748-1828) | Vers 1780-1785                        | Château de Jehay                                                      | Jehay-Bodegnée |                  | 206                                               | 206           | 5/06/2020 (5/08/2020)                           | Trésor     |
| Métier à barre à tisser le ruban jacquard à six navettes | Fabrication stéphanoise ; inscription "Ouse & Sauv ; Saint-Etienne"                                                                        | 1850-1885                             | Musée de la Rubanerie cominoise                                       | Comines        |                  |                                                   | 207           | 26/03/2021 (09/07/2021)                         | Trésor     |
| Recueil des baux annuels d’exploitation du charbon par veine octroyés par l’Abbaye de Saint-Ghislain | | 1677-1698                             | SAICOM                                                                | Bois-du-Luc    |                  |                                                   | 214           | 25/05/2021 (09/07/2021)                         | Trésor     |
| Registre de présence du personnel ouvrier du fond | | 1955 à 1957 (catastrophe 8 août 1956) | Bois du Cazier                                                        | Marcinelle     |                  |                                                   | 251           | 16/07/2025 ()                                   | Trésor     |
| Ventilateur centrifuge de type « Guibal » | Théophile Guibal (1814-1888) | Vers 1875                             | Bois du Cazier                                                        | Marcinelle     |                  |                                                   | 252           | 11/07/2025 ()                                   | Trésor     |

## Sciences naturelles
| Nom du bien | Auteur(s) | Datation                                                               | Lieu de conservation                          | Ville     | Illustration | BALaT | Lien officiel | Date de classement (parution au Moniteur belge) | Protection |
| --- | --- | ---------------------------------------------------------------------- | --------------------------------------------- | --------- | ------------ | ----- | ------------- | ----------------------------------------------- | ---------- |
| Collection Blaschka - ensemble de 49 modèles en verre d'animaux invertébrés marins                                               | Léopold (1822-1895) et Rudolf Blaschka (1857-1939), père et fils                                                                        | 24 septembre 1886 (date de commande) - 26 mai 1887 (date de livraison) | Aquarium-Muséum de l'université de Liège      | Liège     |              | 160   | 160           | 07/06/2017 (17/10/2017)                         | Trésor     |
| Eléphant d’Asie naturalisé (Elephas maximus)                                                                                     | Achille Derolle (naturaliste préparateur), Barthélemy Dumortier (commanditaire)                                                         | 1839                                                                   | Musée d'Histoire naturelle de Tournai         | Tournai   |              |       | 166           | 19/10/2017 (14/12/2017)                         | Trésor     |
| Collection de modèles en cire d'animaux - ensemble de 167 modèles en cire d'animaux et de développements embryonnaires d'animaux | Adolf et Friedrich Ziegler (père et fils) et probablement Rudolf Weisker et Paul Loth (conception), Edouard Van Beneden (commanditaire) | 1889 et 1904                                                           | Aquarium-Muséum de l'université de Liège      | Liège     |              |       | 192           | 20/12/2019 (14/02/2020)                         | Trésor     |
| Ensemble de fossiles du marbre noir de Denée                                                                                     | | Paléozoïque (Carbonifère, Viséen)                                      | Centre Grégoire Fournier, Abbaye de Maredsous | Maredsous |              |       | 228           | 10/02/2023 (17/07/2023)                         | Trésor     |

## Manuscrit
| Nom du bien                                                                                              | Auteur(s) | Datation | Lieu de conservation                                                  | Ville            | Illustration | BALaT                 | Lien officiel | Date de classement (parution au Moniteur belge) | Protection |
| --- | --- | --- | --------------------------------------------------------------------- | ---------------- | ------------ | --------------------- | ------------- | ----------------------------------------------- | ---------- |
| Livre d’heures à l’usage de Rome ou Livre d’heures de Léonard de Tignée                                  | Enguerrand Quarton, Pierre Villate (?), le Maître du Masson et deux autres enlumineurs anonymes, atelier provençal | Vers 1450-1460 | Bibliothèque du Grand Séminaire de Namur                              | Namur            |              | 78                    | 78            | 16/01/2012 (13/03/2012)                         | Trésor     |
| Psautier de Lambert le Bègue                                                                             | Atelier mosan | 1255- fin des années 1280 | ULiège Library                                                        | Liège            |              | 87                    | 87            | 30/04/2012 (11/07/2012)                         | Trésor     |
| Évangéliaire d'Averbode                                                                                  | Atelier mosan | 1136-1180 | ULiège Library                                                        | Liège            |              | 88                    | 88            | 30/04/2012 (11/07/2012)                         | Trésor     |
| Bible de Lobbes                                                                                          | Goderan | 1084 | Musée du Séminaire épiscopal de Tournai                               | Tournai          |              | 99                    | 99            | 08/10/2012 (28/11/2012)                         | Trésor     |
| Manuscrit " Apocalypsis B. Johannis"                                                                     | Atelier français (Normandie)                                                                                       | Vers 1320-1330 | Bibliothèque du Grand Séminaire de Namur                              | Namur            |              |                       | 111           | 01/03/2013 (18/04/2013)                         | Trésor     |
| Plats de reliure et l’Évangéliaire dit de Notger (voir Sculpture et Orfèvrerie)                          | Anonyme Nicolas Englebert (1585-1634)                                                                              | Évangéliaire : Liège, vers 860 ; ivoire : vers l'an mil ; émaux : Meuse, vers 1160-1170 ; plaques lenticulaires : Liège, vers 1400 ; reliure : Liège, entre 1585 et 1634 et fin XIXe siècle | Grand Curtius                                                         | Liège            |              | 107                   | 107           | 01/03/2013 (18/04/2013)                         | Trésor     |
| Atlas d’anatomie du bœuf                                                                                 | Edmond Tschaggeny (1818-1873)                                                                                      | Entre 1843 et 1867 | Réserve précieuse, Bibliothèque de l'université catholique de Louvain | Louvain-la-Neuve |              |                       | 126           | 21/02/2014 (12/05/2014)                         | Trésor     |
| Manuscrit enluminé de la lettre pastorale « Patriotisme et endurance » du Cardinal Désiré-Joseph Mercier | Sœurs de l'atelier d'enluminure Saint-Luc de Maredret, en particulier mère Marie-Madeleine Kreger                  | 1915 à 1916, la reliure datant de 1918 | Abbaye des Saints Jean et Scholastique                                | Maredret         |              | 145                   | 145           | 17/03/2015 (23/04/2015)                         | Trésor     |
| Bible en trois volumes du Val-des-Ecoliers de Léau                                                       | Scriptorium mosan                                                                                                  | 1248 | Bibliothèque du Grand Séminaire                                       | Liège            |              | 165                   | 165           | 19/10/2017 (14/12/2017)                         | Trésor     |
| Office, Vies de saint Ghislain et ses miracles et fondation du monastère sous Gérard de Brogne           | Rainerus de Gand (auteur de la Vita secunda B de saint Ghislain)                                                   | Entre 1035 et 1075 | Bibliothèque de l’UMons                                               | Mons             | 169          |                       | 169           | 19/07/2018 (03/09/2018)                         | Trésor     |
| Bible à 42 lignes dite bible de Gutenberg                                                                | Johann Gutenberg (1400-1468)                                                                                       | Entre. 1452 et 1453 | Bibliothèque centrale de l’UMons                                      | Mons             | 172          |                       | 172           | 19/07/2018 (03/09/2018)                         | Trésor     |
| Feuillet Wittert                                                                                         | Enlumineur mosan                                                                                                   | Probablement vers 1150 et 1170 | ULiège Library                                                        | Liège            | 173          | 173                   | 173           | 19/09/2018 (11/06/2019)                         | Trésor     |
| Bréviaire de Saint-Adrien de Grammont                                                                    | Wilhelmus de Predio (scribe), cinq enlumineurs                                                                     | 1449-1450 | Abbaye de Maredsous                                                   | Maredsous        | 226          | 226 226-1 226-2 226-3 | 226           | 23/11/2022 (01/02/2023)                         | Trésor     |
| Manuscrit autographe de La légende d'Uylenspiegel                                                        | Charles De Coster (1827-1879)                                                                                      | 1867 | Musée royal de Mariemont                                              | Morlanwelz       |              |                       | 230           | 10/02/2023 (17/07/2023)                         | Trésor     |

## Ethnologie
| Nom du bien                                 | Auteur(s)                                            | Datation   | Lieu de conservation                                                        | Ville | Illustration | BALaT | Lien officiel | Date de classement (parution au Moniteur belge) | Protection |
| ------------------------------------------- | ---------------------------------------------------- | ---------- | --------------------------------------------------------------------------- | ----- | ------------ | ----- | ------------- | ----------------------------------------------- | ---------- |
| Têtes des géants d’Ath                      | Eloy Emmanuel Florent et/ou Gabriel François Florent | 1806 -1807 | Maison des Géants                                                           | Ath   |              |       | 54            | 22/07/2011 (08/09/2011)                         | Trésor     |
| Projet de drapeau wallon au coq             | Pierre Paulus (1881-1959)                            | 1912       | Musée de la vie wallonne                                                    | Liège |              |       | 96            | 30/08/2012 (18/10/2012)                         | Trésor     |
| Paire d’échasses de la Compagnie des Mélans |                                                      | Vers 1780  | Pôle Les Bateliers (Musée des Arts décoratifs-Hôtel de Groesbeeck-de Croix) | Namur |              |       | 227           | 23/11/2022 (01/02/2023)                         | Trésor     |

## Histoire
| Nom du bien                                                                              | Auteur(s)                                                                  | Datation                                                                           | Lieu de conservation       | Ville   | Illustration | BALaT | Lien officiel | Date de classement (parution au Moniteur belge) | Protection |
| ---------------------------------------------------------------------------------------- | -------------------------------------------------------------------------- | ---------------------------------------------------------------------------------- | -------------------------- | ------- | ------------ | ----- | ------------- | ----------------------------------------------- | ---------- |
| Ensemble de 29 tambours de l’Empire britannique en lien avec Mons et la Grande Guerre    |                                                                            | Première moitié du XXe siècle : 13 avant 1914, 14 entre 1914 et 1944, 2 après 1945 | Mons Memorial Museum       | Mons    |              | 170   | 170           | 19/07/2018 (03/09/2018)                         | Trésor     |
| Ensemble patrimonial des honneurs à Pierre Paul Rubens par Charles Ier                   |                                                                            | Rapière : antérieure au 3 mars 1630, peut-être XVIe siècle                         | Grand Curtius              | Liège   |              |       | 153           | 28/04/2016 (18/10/2016)                         | Trésor     |
| Fusil d’infanterie hollandaise perdu sur le champ de bataille de Fontenoy le 11 mai 1745 | Probablement atelier d’armurerie liégeois (Lambert Rouma ou successeurs ?) | Première moitié du XVIIIe s.                                                       | Musée d'Histoire militaire | Tournai |              |       | 202           | 3/06/2020 (5/08/2020)                           | Trésor     |

## Transport
| Nom du bien                                                     | Auteur(s) | Datation  | Lieu de conservation                                         | Ville     | Illustration | BALaT | Lien officiel | Date de classement (parution au Moniteur belge) | Protection |
| --------------------------------------------------------------- | --- | --------- | ------------------------------------------------------------ | --------- | ------------ | ----- | ------------- | ----------------------------------------------- | ---------- |
| Berline pour enfant                                             | Jean Jacques Gillissen ou Jean Simons le jeune | 1785-1790 | Château de Freÿr                                             | Hastière  |              | 130   | 130           | 14/03/2014 (12/05/2014)                         | Trésor     |
| Avion monomoteur biplan SV-4B                                   | Société de construction aéronautique Stampe et Renard, Alfred Renard (conception), George Ivanow (amélioration), Jean Stampe et Maurice Vertongen (constructeurs) | 1951      | aéroport de Charleroi                                        | Charleroi |              |       | 167           | 23/02/2018 (3/09/2018)                          | Trésor     |
| Moto Gillet monocylindrique 350cc avec side-car de Robert Fabry | Entreprise Gillet Herstal | 1926      | Musée de la Vie Wallonne (actuellement en dépôt à Autoworld) | Liège     |              |       | 225           | 20/07/2022 (01/02/2023)                         | Trésor     |

## Numismatique/Sigillographie
| Nom du bien                                    | Auteur(s)                                                                   | Datation                  | Lieu de conservation                                                 | Ville | Illustration | BALaT | Lien officiel | Date de classement (parution au Moniteur belge) | Protection |
| ---------------------------------------------- | --------------------------------------------------------------------------- | ------------------------- | -------------------------------------------------------------------- | ----- | ------------ | ----- | ------------- | ----------------------------------------------- | ---------- |
| Trésor de Marchovelette                        | Ateliers monétaires romains (Londres, Trèves, Lyon, Pavie, Rome et Cizique) | Fin 294 à 297 après J.-C. | Société archéologique de Namur - cabinet numismatique François Cajot | Namur |              |       | 132           | 14/03/2014 (08/05/2014)                         | Trésor     |
| Ensemble 56 matrices de sceaux d'Ancien Régime |                                                                             | Du XIIIe au XVIIIe s.     | Société archéologique de Namur - cabinet numismatique François Cajot | Namur |              |       | 220           | 17/01/2022 (19/05/2022)                         | Trésor     |

## Photographie
| Nom du bien                                                                                       | Auteur                                 | Datation | Lieu de conservation          | Ville     | Illustration | BALaT | Lien officiel | Date de classement (parution au Moniteur belge) | Protection |
| ------------------------------------------------------------------------------------------------- | -------------------------------------- | -------- | ----------------------------- | --------- | ------------ | ----- | ------------- | ----------------------------------------------- | ---------- |
| Fonds photographique de 74 portraits carte de visite illustrant le banquet de Victor Hugo de 1862 | Louis Ghémar (photographe) (1819-1873) | 1862     | Université libre de Bruxelles | Bruxelles | 139          |       | 139           | 22/12/2014 (23/04/2015)                         | Trésor     |

## Classements prochains éventuels
Les biens suivants ne sont pas officiellement classés mais pourraient l'être prochainement pour les raisons indiquées dans la catégorie « Remarque ».
| Nom du bien                                                                      | Lieu d'exposition actuel                            | Ville                | Illustration | Remarque                                                                                   |
| -------------------------------------------------------------------------------- | --------------------------------------------------- | -------------------- | ------------ | ------------------------------------------------------------------------------------------ |
| Char processionnel de Sainte-Gertrude de Nivelles et ses 21 panneaux polychromes | Collégiale Sainte-Gertrude                          | Nivelles             | 1            | Le bilan 2016 du CCPCM mentionne l'ouverture du classement pour ce dossier.                |
| Squelette fossilisé d'Iguanodon bernissartensis                                  | Musée de l'Iguanodon                                | Bernissart           |              | Le bilan 2018 du CCPCM le mentionne comme "biens en cours de classement".                  |
| Retable de la crucifixion                                                        | Chapelle des Seigneurs de Boussu, Eglise Saint-Géry | Boussu               | 3            | Le bilan 2019 du CCPCM le mentionne comme "bien en instruction ou en cours de classement". |
| Scorpion en silex taillé                                                         | Musée Royal de Mariemont                            | Morlanwelz-Mariemont |              | Le bilan 2019 du CCPCM le mentionne comme "bien en instruction ou en cours de classement". |
| Collection de spécimens éteints récemment                                        | Muséum de l'Université de Liège                     | Liège                |              | Le bilan 2019 du CCPCM le mentionne comme "bien en instruction ou en cours de classement". |